# لوون سوم
لوون سوم یا لوون دوم (ارمنی: Լևոն Գ؛ زاده ۱۲۳۶ – درگذشته ۱۲۸۹) پادشاه ارمنستان از سلسله پادشاهی ارمنی کیلیکیه بود که جانشین پدرش هتوم اول شد و بین سال‌های از ۱۲۷۰م تا ۱۲۸۹م سلطنت نمود.
لوون سوم ابتدا ناچار شد با شورش بعضی از نجبای ناراضی ارمنی مقابله کند. سلطان مصر از این موقعیت استفاده کرد؛ تا بار دیگر به ارمنستان جدید حمله‌ور شود. وی توانست دشت کیلیکیه را متصرف شود و در ۱۲۷۳م وارد شهر تارس شد و بناهای آنجا را به آتش کشید. ساکنان آن شهر را قسمتی قتل‌عام شدند و بقیه را به اسارت بردند.
پادشاه و باقی‌مانده سپاهیان ارمنی طبق معمول توانستند به کوهستانهای توروس عقب بنشیند و به مقاومت ادامه بدهند. بدین گونه قلعه سیس پایتخت کشور در برابر همه حملات دشمنان مقاومت کرد. سپس در ۱۲۷۶م لوون سوم توانست تمامی نیروهای ارمنی را به دور خود جمع کند و دست به حمله متقابل بزند. وی توانست سپاهیان دشمن را به کمینگاهی بکشاند و در آنجا آنان را قلع و قمع کند. پادشاه مصر در آن جنگ زخمی شد و خود را به دمشق رسانید ولی بر اثر جراحات زخم کشته شد.
سلطان تُرک قونیه از این واقعه استفاده کرده و قسمت غربی کشور ارمنستان را اشغال کرده بود. لیکن لوون سوم همینکه قوای ممالیک را از کشور بیرون راند روی به سوی ترکان سلجوقی برگردانید و آنان را وادار به عقب‌نشینی کرد.
لوون سوم پس از آن سپاهیان خود را با سپاهیان مغول در آمیخت و متفقاً به سوریه حمله‌ور شدند. لشکریان ارمنی و مغول با لشکر سلطان مصر در حمص و بر ساحل رود اورونت روبرو شدند. نبرد نزدیک بود با پیروزی قوای ارمنیان و مغول به پایان برسد که ناگاه در اواخر روز فرمانده مغولان که منکو تیمور نام داشت به سپاهیان خود فرمان عقب‌نشینی داد. بر اثر این عمل لوون سوم ناچار شد به ارمنستان باز گردد. خان مغول که از شنیدن این خبر سخت خشمگین شده بود منکورتیمور و سپاهیان او را به سبب این عمل نامعلوم تنبیه سختی کرد، بدین ترتیب که دستور سر همه سرداران را بریدند و سربازان نیز محکوم شدند به اینکه لباس زنانه به تن کنند.